# Miguel Sandoval
Miguel Sandoval   (Washington DC, 16 de novembre de 1951) és un actor estatunidenc. El paper que més popularitat li ha brindat és el de Manuel Devalos en la sèrie Medium, encara que ha participat en unes altres pel·lícules.

## Biografia
Va començat a treballar com a actor professional el 1975 apuntant-se en un col·legi de mim llatí a Albuquerque, Nou Mèxic. De seguida es va unir a temps complet a la troupe i va continuar els seus estudis de mim.
Va començar la seva carrera cinematogràfica en els primers anys vuitanta. Ha tingut petits papets en pel·lícules d'èxit: Jungle Fever i Parc Juràssic Després de aparèixer breument en Sota el signe del perill el 1994, ha començat a assumir rols més importants, i ha actuat en Get Shorty, Alguna cosa personal i Blow.
Després d'altres breus aparicions en Repo Man i Sid & Nancy, Sandoval ha interpretat també el rol principal de Treviranus (en Death and the Compass) i Bennie Reyes (en Three Businessmen) dirigida per Alex Cox.
A més del cinema, Sandoval ha actuat en nombrosos shows televisius, sovint en rols recurrents. En particular ha tingut èxit amb Medium el 2005, interpretant el Procurador Manuel Devalos durant tota la sèrie. Sandoval a més ha aparegut en episodis de sèries famoses com Frasier, X-Files, Seinfeld i Lois & Clark - Les noves aventures de Superman.
Sandoval a més ha començat l'activitat de director l'episodi de la tercera temporada de Medium de títol Posseïda. De llavors ençà ha dirigir un episodi en cadascuna de les temporades de la quarta a la setena.

## Filmografia
- Timerider: The Adventure of Lyle Swan (1982)
- Repo Man (1984)
- Howard the Duck (1986)
- Sid and Nancy (1986)
- Walker (1987)
- Straight to Hell (1987)
- Do the Right Thing (1989)
- Jungle Fever (1991)
- Ricochet (1991)
- White Sands (1992)
- Death and the Compass (1992)
- Parc Juràssic (1993)
- El retorn del justicier (Death Wish V: The Face of Death) (1994)
- Clear and Present Danger (1994)
- Fair Game (1995)
- Get Shorty (1995)
- Murder One (1996)
- Íntim i personal (Up Close & Personal) (1996)
- Senyora Winterbourne (Mrs. Winterbourne) (1996)
- Three Businessmen (1998)
- Una bona banda (The Crew) (2000)
- Pànic a l'aire (Panic) (2000)
- Things You Can Tell Just by Looking at Her (2000)
- Blow (2001)
- Wild Iris (2001)
- Human Nature (2001)
- Alias (4 episodes, 2001)
- Gotta Kick It Up! (2002)
- Danys col·laterals (Collateral Damage) (2002)
- The Court (2002) sèrie televisiva
- Ballistic: Ecks vs. Sever (2003)
- Kingpin (2003) sèrie televisiva
- 10-8: Officers on Duty (2003) sèrie televisiva
- Marilyn Hotchkiss' Ballroom Dancing and Charm School (2005)
- Nou vides (Nine Lives) (2005)
- Tortilla Heaven (2005)
- Medium (des del 2005) sèrie televisiva
- Bottle Shock (2008)
- The Closer (2009) estrella convidada (episodi 5.2) sèrie televisiva
- Brüno (2009)
- Entourage (2010) Temporada 7, com Carlos